# Boulton Paul Defiant
«Болтон Пол Дефайент» (англ. Boulton Paul Defiant) — британський двомісний винищувач-перехоплювач розробки компанії Boulton Paul Aircraft, що перебував на озброєнні Королівських ВПС Великої Британії за часів Другої світової війни.
Особливістю конструкції літака було те, що все авіаційне озброєння — 4 × 7,69-мм кулеметів — були зосереджені в обертовій турелі, розміщеної за кабіною пілота. В ході бойових дій було виявлено, що «Дефайент» є досить ефективним у переслідуванні та знищенні бомбардувальників, але він був уразливий для більш маневрених одномісних винищувачів Люфтваффе Bf 109. Відсутність озброєння, спрямованого вперед, виявилася значною слабкістю в денному бою, і потенціал літака був реалізований лише після переведення його на ведення бойових дій вночі. Поступово «Дефайент» був замінений у ролі нічного винищувача більш сучасними та ефективнішими Bristol Beaufighter і de Havilland Mosquito. Надалі літак використовувався як навчальний та буксирувальник мішеней, при постановці радіоелектронних завад та для порятунку на морі. Серед пілотів Королівських ПС мав прізвисько «Даффі».

## Історія створення та служби

### Створення
У квітні 1935 року британське міністерство авіації видало завдання на розробку двомісного винищувача по специфікації F.9/35, що мав діяти вдень та вночі, здатного літати зі швидкістю до 470 км/год на висоті 4600 м. Літак, що планувався на заміну «Гоукеру Демону», повинен був відрізнятися чистою конструкцією, маючи усе своє озброєння в башті, що управляється з середини, а також достатній запас палива для здійснення довготривалих патрулювань у повітрі. Перенесення озброєння в турель мало забезпечити дві основні переваги: пілот міг зосередитись на керуванні літаком відкинувши потребу в відслідковуванні цілі, а також з'являлась можливість вести вогонь у верхній півкулі на 360 градусів, таким чином уражати ворожі бомбардувальники, що летять вище самого літака.
З семи пропозицій, які були виставлені на тендер, міністерство авіації оцінило розробку «Болтон Пол», що отримала код P.82, як другий найкращий екземпляр після «Гоукера Готспура», але випереджало інші прототипи. Після погодження з міністерством фінансів керівництво британських ПС замовило будівництво семи прототипів (два «Гоукера», два «Болтона Пола», два «Фейрі» та один «Армстронг Вітворт»), але лише прототипи двох найбільш перспективних конструкцій, P.82 та «Готспур», були замовлені наприкінці 1935 року. У 1936 році «Болтон Пол» розпочав збірку першого прототипу P.82, K8310, на своєму новому заводі у Вулвергемптоні; замовлення на другий прототип, K8620, було отримано наступного року.

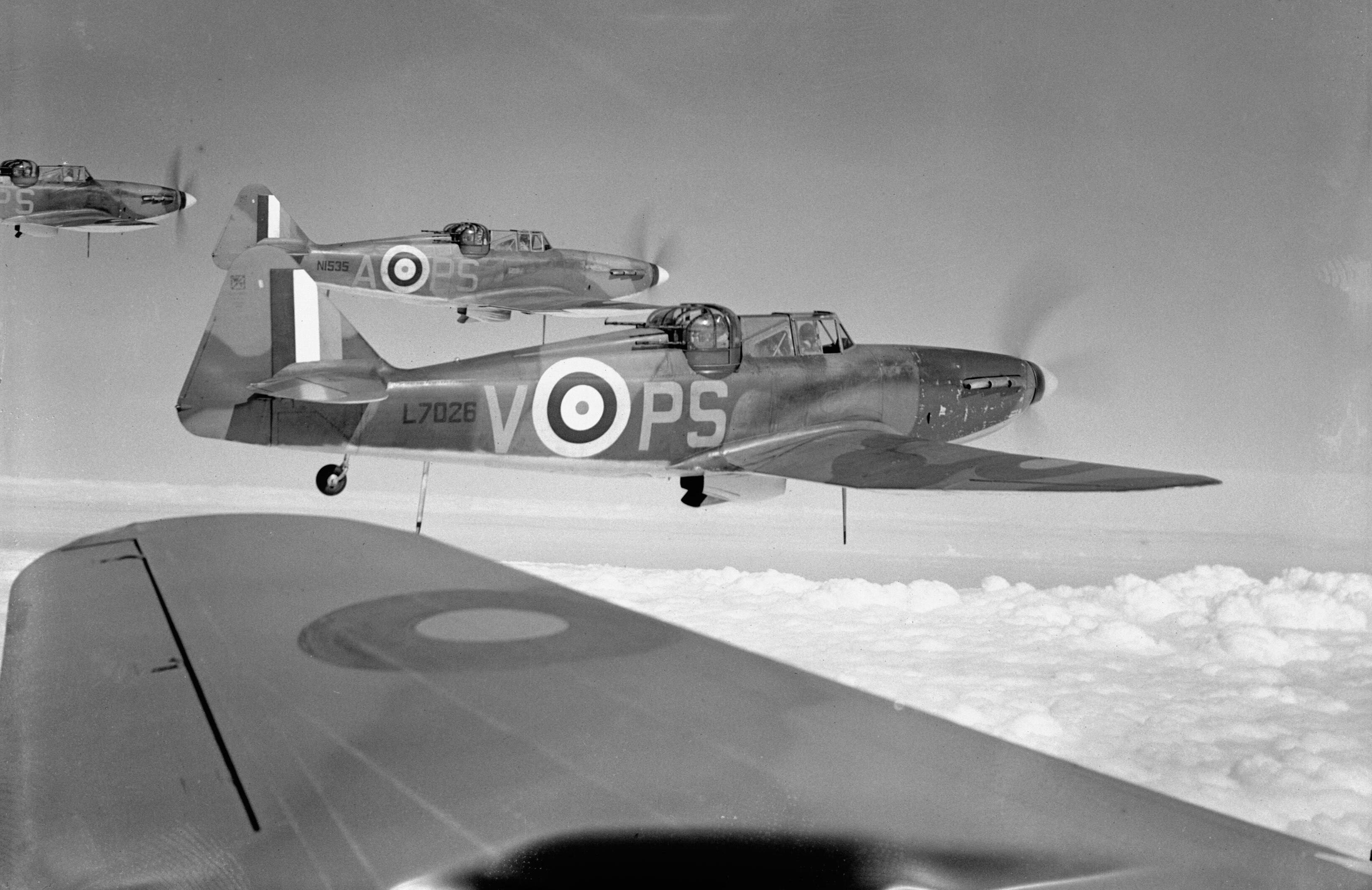
Авіаційний підрозділ «Дефайент» на бойовому вильоті

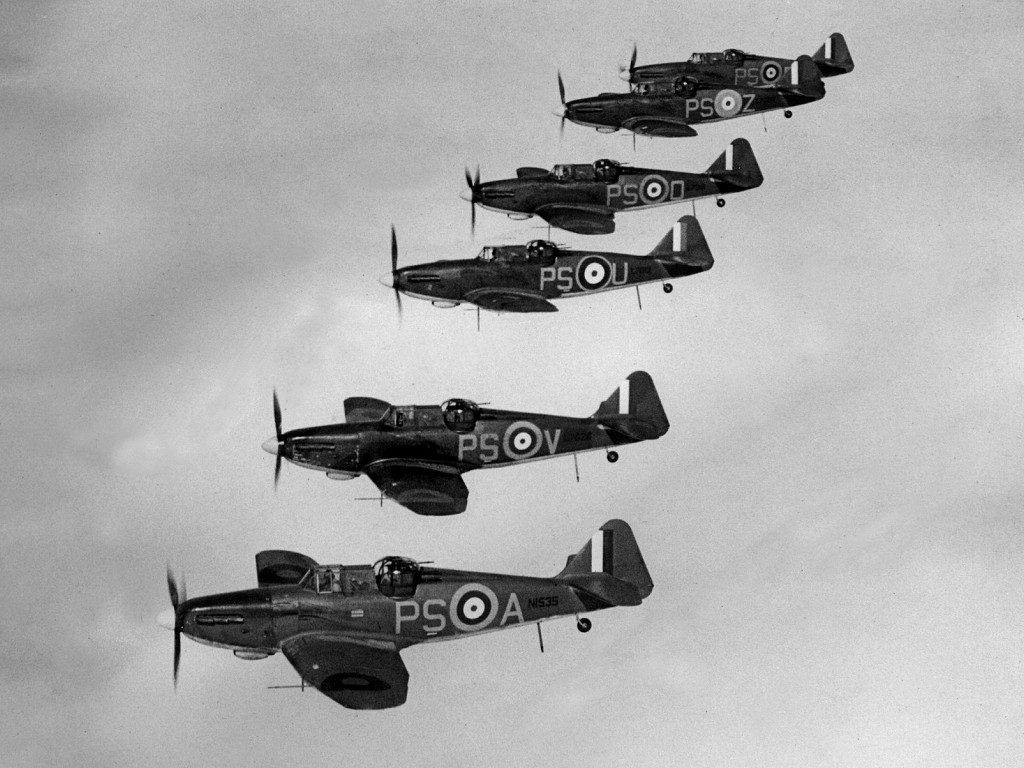
Канадський авіаційний підрозділ «Дефайент» в польоті. Друга світова війна

У березні 1937 року був виданий контракт 622849/37 на будівництво перших 87 літаків P.82 з номерами від L6950 до L7036. 11 серпня 1937 року здійснив перший політ P.82 з двигуном Rolls-Royce Merlin I з аеропорту Пендефорд у Вулвергемптоні, але прототип ще не мав озброєння. В цілому, дослідний зразок справив сприятливе враження. Літак був стійкий у польоті і добре керувався в повітрі. Максимальна швидкість склала 486 км/год, що було дещо менше очікуваного.
18 травня 1938 року здійснив перший політ покращений винищувач K8620, який вже отримав ім'я «Дефайент» з встановленою туреллю та значними змінами в конструкції літака та новим двигуном Rolls-Royce Merlin II. У лютому 1938 року через загострення ситуації в Європі Міністерство авіації видало нове замовлення на 202 літаки, а в травні його збільшили ще на 161 одиницю. Всі нові літаки, за винятком 87 машин «проміжної» моделі, потрібно було оснастити двигунами Rolls-Royce Merlin III з гвинтами постійного кроку і новою електросистемою. У грудні 1939 року було замовлено ще 150 літальних апаратів, що збільшило загальну чисельність «Дефайентів» до 513.
30 липня 1939 року вперше в небо піднявся серійний літак «Дефайент» № L6950. Він працював на двигуні Merlin III, потужністю від 1 030 к.с./768 кВт до 1160 к.с./865 кВт.
До січня 1940 року було завершено понад половини першої серійної партії. З 1940 року замовлення на «Дефайенти» постійно зростали, і загалом було замовлено 713 літаків «Дефайент» Mk I.
20 липня 1940 року на замовлення авіаційного командування здійснила модифікована версія «Дефайента» Mk II, що літав на двигуні Merlin XX потужністю 1260 к.с., у серпні 1941 року відбулися перші поставки продукції «Дефайент» Mk II у війська.

### Служба
У грудні 1939 року 264-та ескадрилья перша почала отримувати на озброєння «Дефайенти». У лютому 1940 року пілоти розпочали перші навчально-бойові вильоти в ролі нічних винищувачів, ескадрилья випробувала свою тактику дії проти британських середніх бомбардувальників — «Гемпденів» і «Бленхеймів».
12 травня 1940 року відбувся перший бойовий виліт, шість «Дефайентів» разом з шістьма «Спітфайрами» 66-ї ескадрильї перетнули Ла-Манш та поблизу берегової лінії в околицях Гааги збили єдиний Ju 88, який здійснював атаку на есмінець. Наступного дня при проведенні патрулювання «Дефайенти» знищили чотири Ju 87B біля голландського берега, але зіткнулися з ескортом з Bf 109E. У бою п'ять з шести британських двомісних винищувачів були збиті, що стало причиною згортання широкомасштабної операції 264-ї ескадрильї по прикриттю від німецьких бомбардувальників судноплавства в Ла-Манші.
Під час евакуації британських експедиційних сил з Дюнкерка ескадрилья базувалася на авіабазі в Менстоні, як одна із 16 ескадрилей, які в складі 11-ї авіагрупи діяли в інтересах евакуації. 27 травня 264-та ескадрилья заявила, що три He 111 були збиті та два пошкоджені. 28 травня, невдовзі після зльоту, 10 «Дефайентів» атакували близько 30 Bf 109 — британці утворили коло, не підпускаючи ворога до лобової частини своїх напарників: в цьому бою шість німецьких винищувачів були збиті ціною трьох «Дефайентів». 29 травня 264-та ескадрилья здобула найбільшого успіху, записавши на свій рахунок 37 ворожих літаків: 19 Ju 87, дев'ять Bf 110, вісім Bf 109 та Ju-88. Однак, вже 31 травня за один день було втрачено сім «Дефайентів».

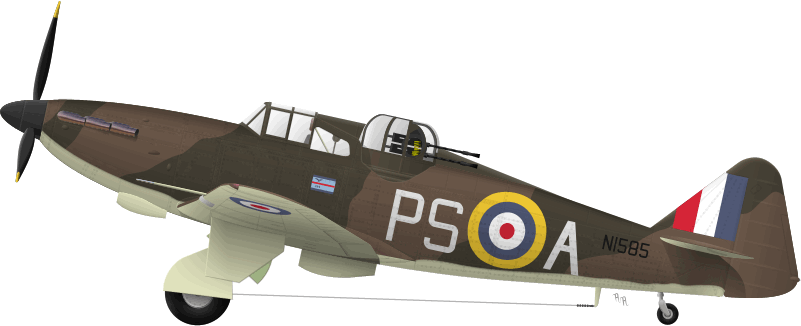
«Болтон Пол Дефайент»

Перші часи винищувачі Люфтваффе зазнавали великих втрат, вступаючи в бій з «Дефайентами» і намагаючись атакувати їх з тилу, очевидно, сприймаючи їх за зовнішньою схожістю за «Харрікейни». Німецькі пілоти не знали про потужне озброєння «Дефайентів» у турелі і зіткнувшись із концентрованим шквалом вогню легко гинули. Незабаром Люфтваффе змінило свою тактику, і німецькі винищувачі почали атакувати «Дефайенти» з нижньої «мертвої зони» попереду, де кулемети британських винищувачів не могли дістати. Втрати серед англійських пілотів швидко зростали, особливо серед бортових стрільців, які часто не могли покинуті підбиті літаки й гинули.
У свою чергу пілоти 264-ї ескадрильї розробили тактику протидії німецьким винищувачам, таким як Bf 109. Літаючи у колі за так званим методом Луфбері, екіпажі «Дефайентів» жертвували перевагами висоти, але усували можливість атаки противника знизу, забезпечуючи 360 ° прикриття вогнем своїх товаришів. Однак, пілоти 141-ї ескадрильї, оснащені також «Дефайентами» проігнорували через кілька місяців під час битви за Британію поради своїх колег з 264-ї ескадрильї. І вже 19 липня сім із дев'яти літаків цієї ескадрильї, відправлених на прикриття конвою з Фолкстоуну, були збиті Bf 109 ескадри JG 51, а два інших вціліли завдяки лише втручанню «Харрікейнів» 111-ї ескадрильї.
Хоча 264-та ескадрилья за вісім днів боїв за Дюнкерк записала на свій рахунок 48 перемог, втративши 14 винищувачів, втім, фактичні німецькі втрати становили не більше ніж 12–15 літаків противника; широкий кут вогню башточки означав, що декілька учасників бою могли одночасно обстрілювати одну й ту саму ціль одночасно, що призвело до кількох помилок.

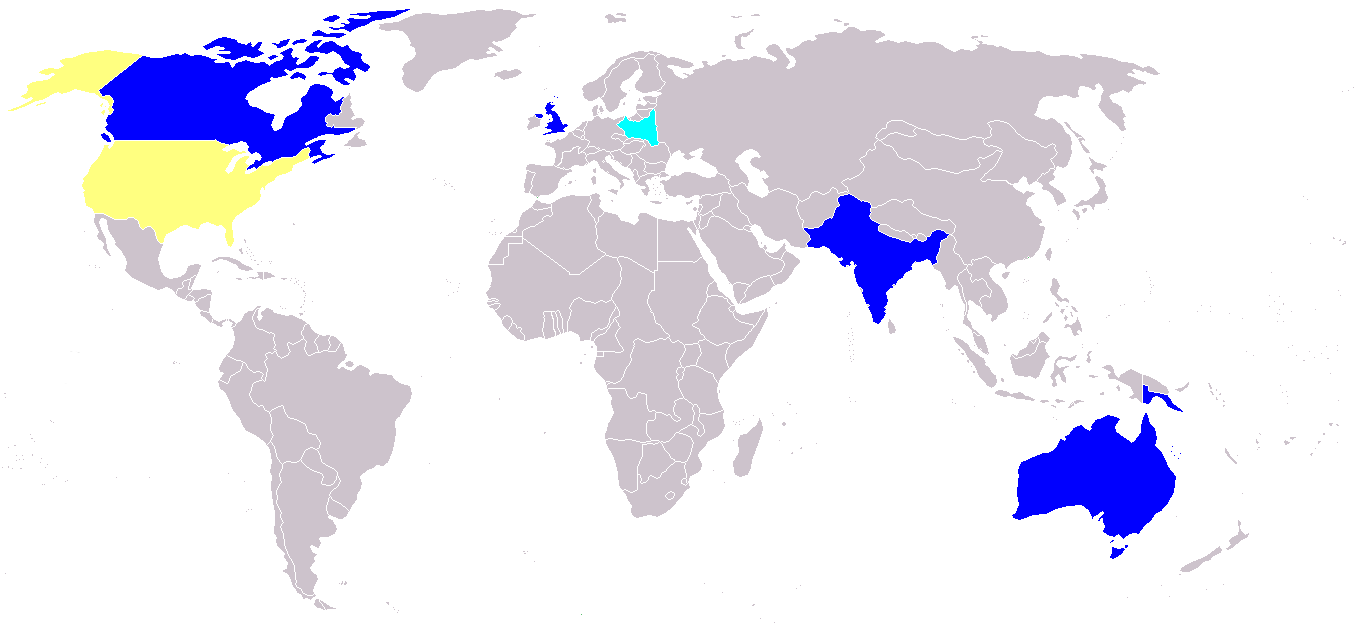
Країни-оператори «Болтон Пол Дефайент»
Країни-оператори
Уряди в екзилі
Навчальні літаки

Протягом битви за Англію, винищувачі-перехоплювачі «Дефайенти» продовжували змагатися в небі над островами, протистоячи німецькій навалі, й зазнаючи великих втрат. 28 серпня 264-та ескадрилья втратила ще п'ять літаків від зіткнення з літаками JG 26, дев'ять членів екіпажів загинули, і з цього дня фактично завершила ведення бойових дій вдень. Наступного дня підрозділ відвели до авіабази Даксфорд, а «Дефайенти» були переведені на нічні операції. Як з'ясувалося, цей тип винищувача виявився непристосованим до викликів ведення бою в ролі денного винищувача, особливо проти Bf 109E, і був менш здатним, ніж інші літаки Королівських ПС, такі як «Харрікейн» та «Спітфайр». Так, до 31 серпня 1940 року більше ніж половина доставлених «Дефайентів» була збита літаками Люфтваффе.
Спочатку «Дефайентам» в ролі нічних винищувачів бракувало авіаційних радіолокаторів перехоплення, тому виявлені літаки противника виявлялися лише завдяки візуальному виявленню членів екіпажу та атакувалися, в ліпшому випадку за допомогою наземних прожекторів, призначених для висвітлення бомбардувальників, що атакували. Труднощі виявлення цілі в нічному небі зменшилися з появою радіолокатора A1MkIV, досить маленького, щоб його можна було встановити на «Дефайент». Потім на озброєння надійшов поліпшений варіант A1MkVI, який ставився на заводі на більшість «Дефайентів II».
У перші місяці 1941 року, коли німецька нічна бомбардувальна кампанія досягла свого піку, все більша кількість екіпажів, оснащених нічними винищувачами «Дефайент», почала діяти і розпочала нічні патрулювання. За даними деяких дослідників під час Лондонського бліцу чотири ескадрильї оснащені «Дефайентами», збили більше ворожих літаків, ніж будь-який інший тип під час Бліцу.

## Модифікації

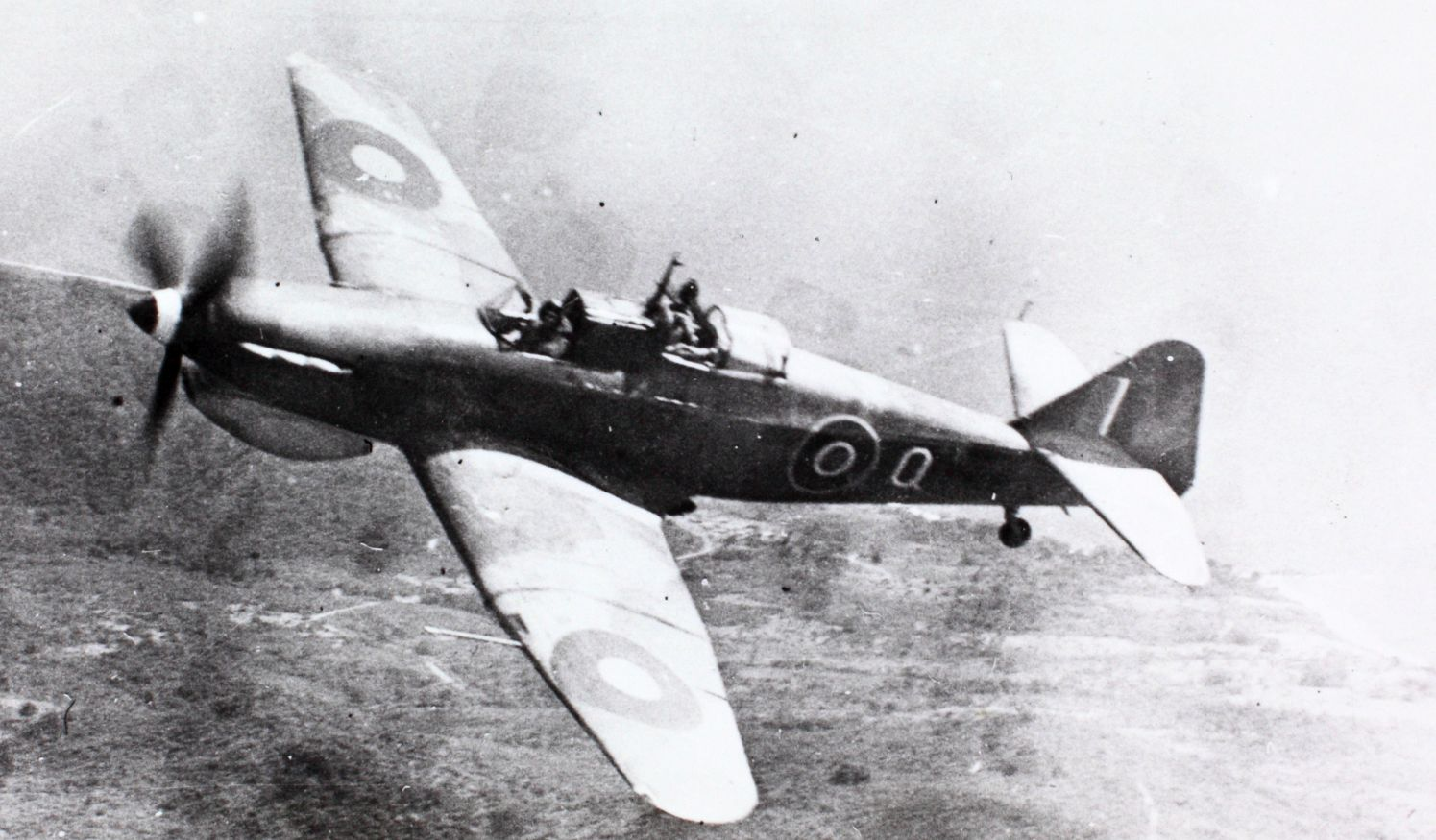
Буксир цілей TT Mk I

- Defiant Mk I — двомісний винищувач з двигуном Rolls-Royce Merlin III потужністю 1030 к.с. (768 кВт.). Побудовано 723 літаки.
  - Defiant NF Mk I — нічний винищувач на базі Mk I
    - Defiant NF Mk IA — NF Mk I з встановленим радаром.

  - Defiant ASR Mk I — Mk I оснащений рятувальними дингі для морських пошуково-рятувальних операцій.
  - Defiant TT Mk I — Mk I перетворені в буксири цілей (150 літаків)
- Defiant Mk II — двомісний нічний винищувач з двигуном Rolls-Royce Merlin XX потужністю 1280 к.с. (954 кВт.) і радаром A1MkIV. Побудовано 210 літаків.
- Defiant TT Mk III — буксир цілей на базі Mk II без турелі. Побудовано 140 літаків.

## Тактико-технічні характеристики

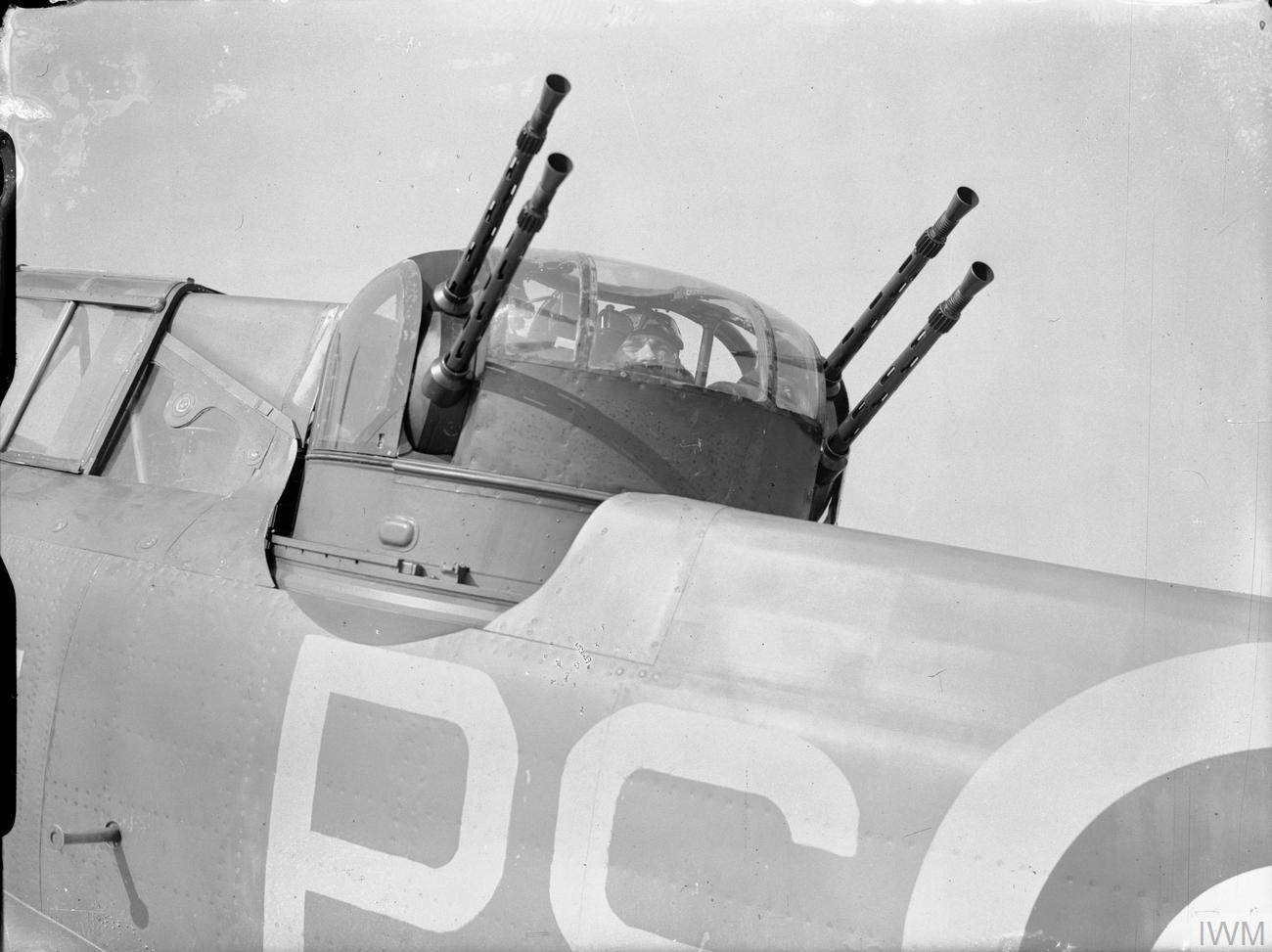
Турельна установка «Дефайента»

Дані з The Boulton Paul Defiant і Consice Guide to British Aircraft of World War II

### Технічні характеристики
|                   |                    | Mk I                          | Mk II                         |
| ----------------- | ------------------ | ----------------------------- | ----------------------------- |
| Екіпаж            | Екіпаж             | 2 особи                       | 2 особи                       |
| Довжина           | Довжина            | 10,77 м                       | 10,77 м                       |
| Висота            | Висота             | 3,45 м                        | 3,45 м                        |
| Розмах крил       | Розмах крил        | 11,99 м                       | 11,99 м                       |
| Площа крил        | Площа крил         | 23,23 м²                      | 23,23 м²                      |
| Маса              | пустого            | 2757 кг                       | 2849 кг                       |
| Маса              | спорядженого       | 3773 кг                       | 3821 кг                       |
| Маса              | максимальна злітна | 3901 кг                       |                               |
| Двигун            | Двигун             | Rolls-Royce Merlin III        | Rolls-Royce Merlin XX         |
| Потужність        | Потужність         | 1030 к. с.                    | 1280 к.с.                     |
| Швидкість         | максимальна        | 489 км/год (на висоті 5200 м) | 504 км/год (на висоті 5790 м) |
| Швидкість         | крейсерська        | 282 км/год (на висоті 4600 м) | 418 км/год                    |
| Швидкість підйому | Швидкість підйому  | На висоту 4600 м — 8 хв 30 c  |                               |
| Дальність польоту | Дальність польоту  | 748 км                        | 748 км                        |
| Час польоту       | Час польоту        | 1,78 год                      |                               |
| Бойова стеля      | Бойова стеля       | 9400 м                        | 9250 м                        |

### Озброєння
- 4 × .303 British кулемети Browning М1919 в гідравлічно підсиленій верхній турелі

## Однотипні літаки
- Heinkel He 112
- Messerschmitt Bf 109
- Fokker D.XXI
- Blackburn Roc
- Hawker Hotspur
- Fiat G.50
- Macchi C.200
- Morane-Saulnier MS.406
- Potez 630
- Douglas A-20 Havoc
- Seversky P-35
- Curtiss-Wright CW-21
- Пе-3
- Ікарус ІК-2
- Mitsubishi J2M
- Nakajima Ki-44